# Pintures Negres

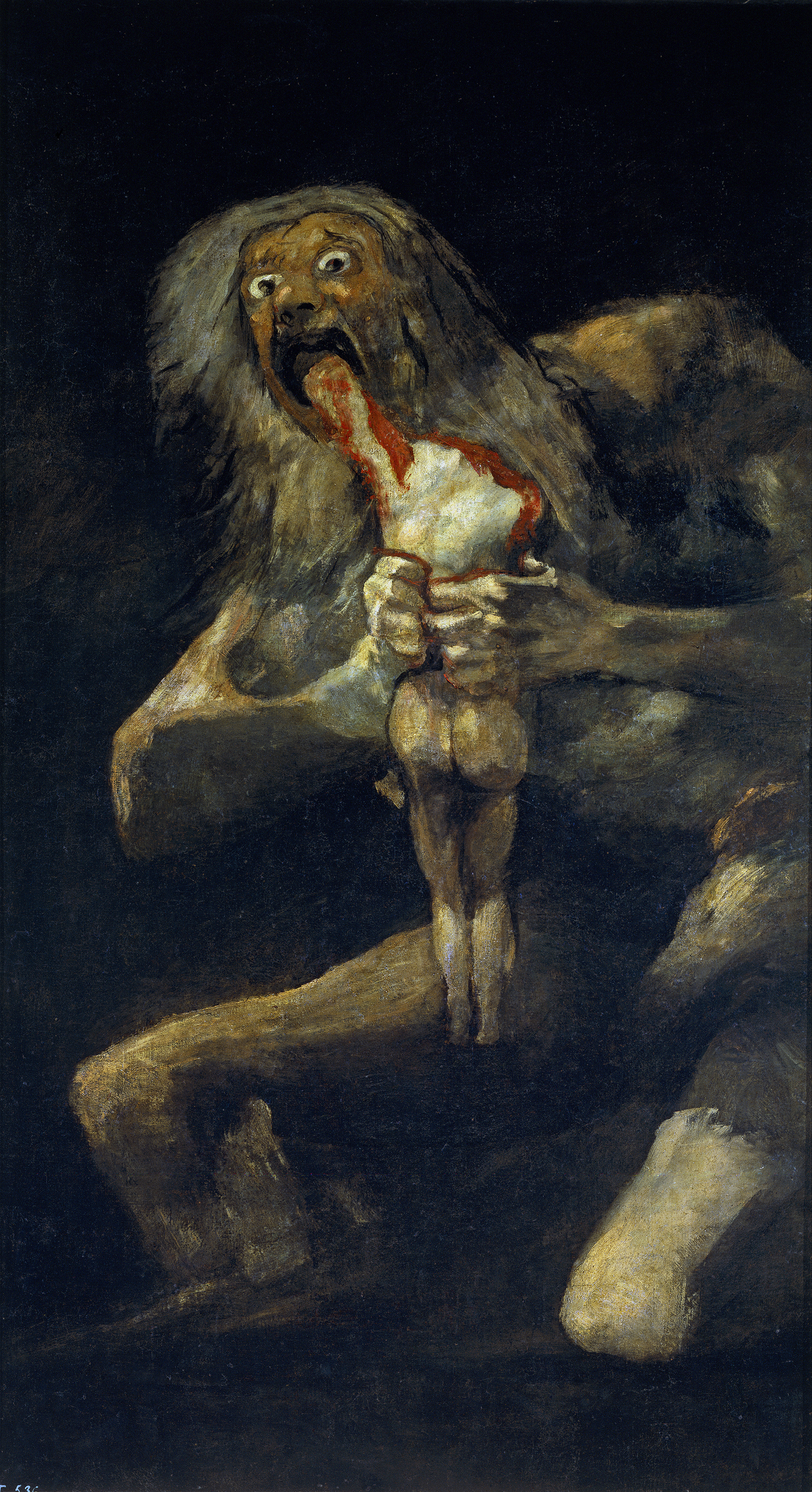
Saturn devorant a un fill

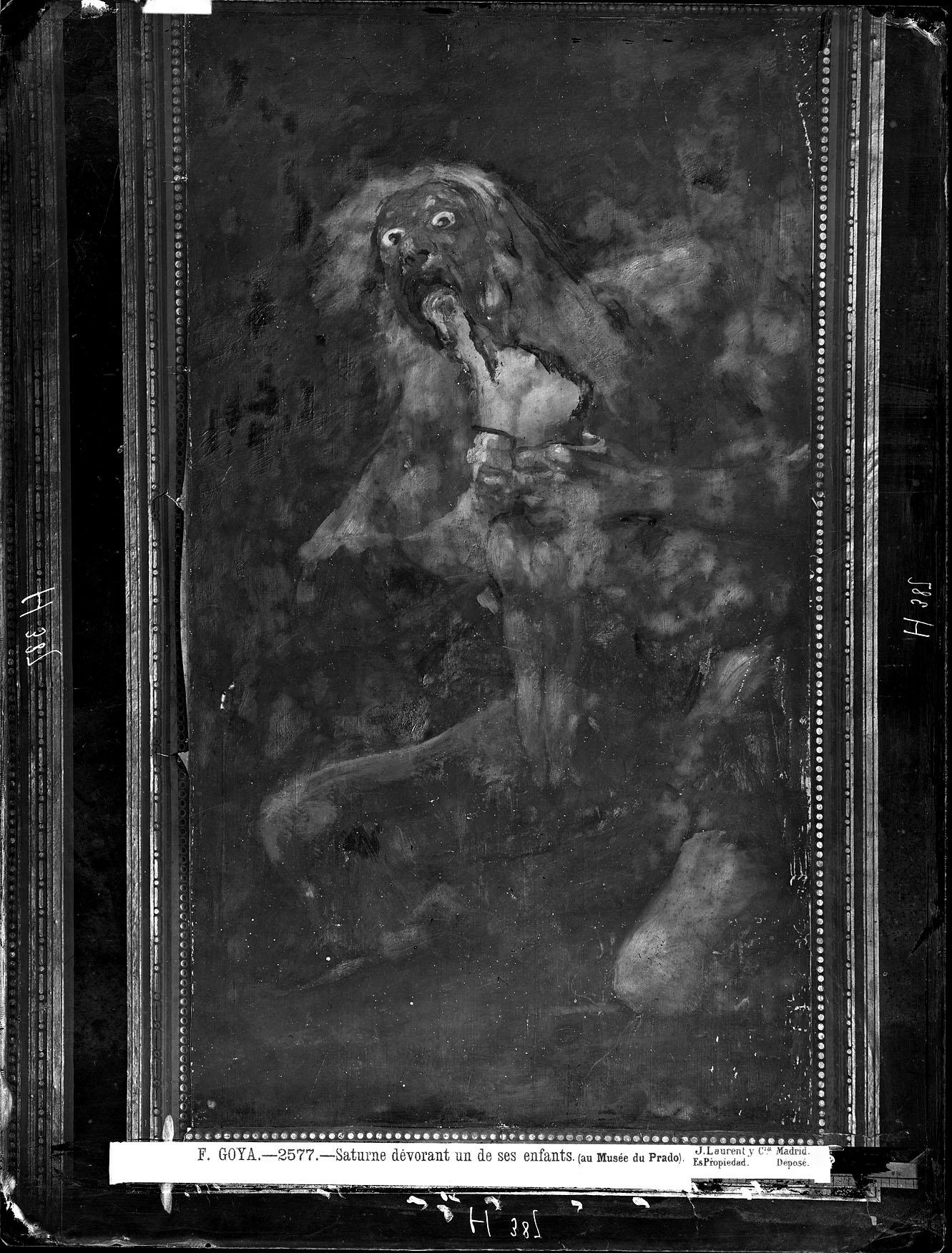
Fotografia de J. Laurent, de la pintura mural Saturn, a la casa de Goya, l'any 1874. Aquesta pintura estava emmarcada per un marc de paper

Pintures negres (1819-1823) és el nom que reben una sèrie de catorze quadres de Francisco de Goya pintats amb la tècnica d'oli al secco, sobre la superfície d'arrebossat de la paret, com a decoració dels murs de la seua casa, anomenada la Quinta del Sordo, casa que el pintor va adquirir al febrer de 1819. Les pintures van ser traslladades a llenç entre els anys 1874 i 1878, i actualment es conserven en el Museu del Prado de Madrid.
Aquests quadres suposen, possiblement, l'obra cimera de Goya, tant per la seva modernitat com per la força de la seva expressió. Una obra com El gos s'acosta fins i tot a l'abstracció; moltes d'altres són precursores de l'expressionisme pictòric i altres avantguardes del segle xx.

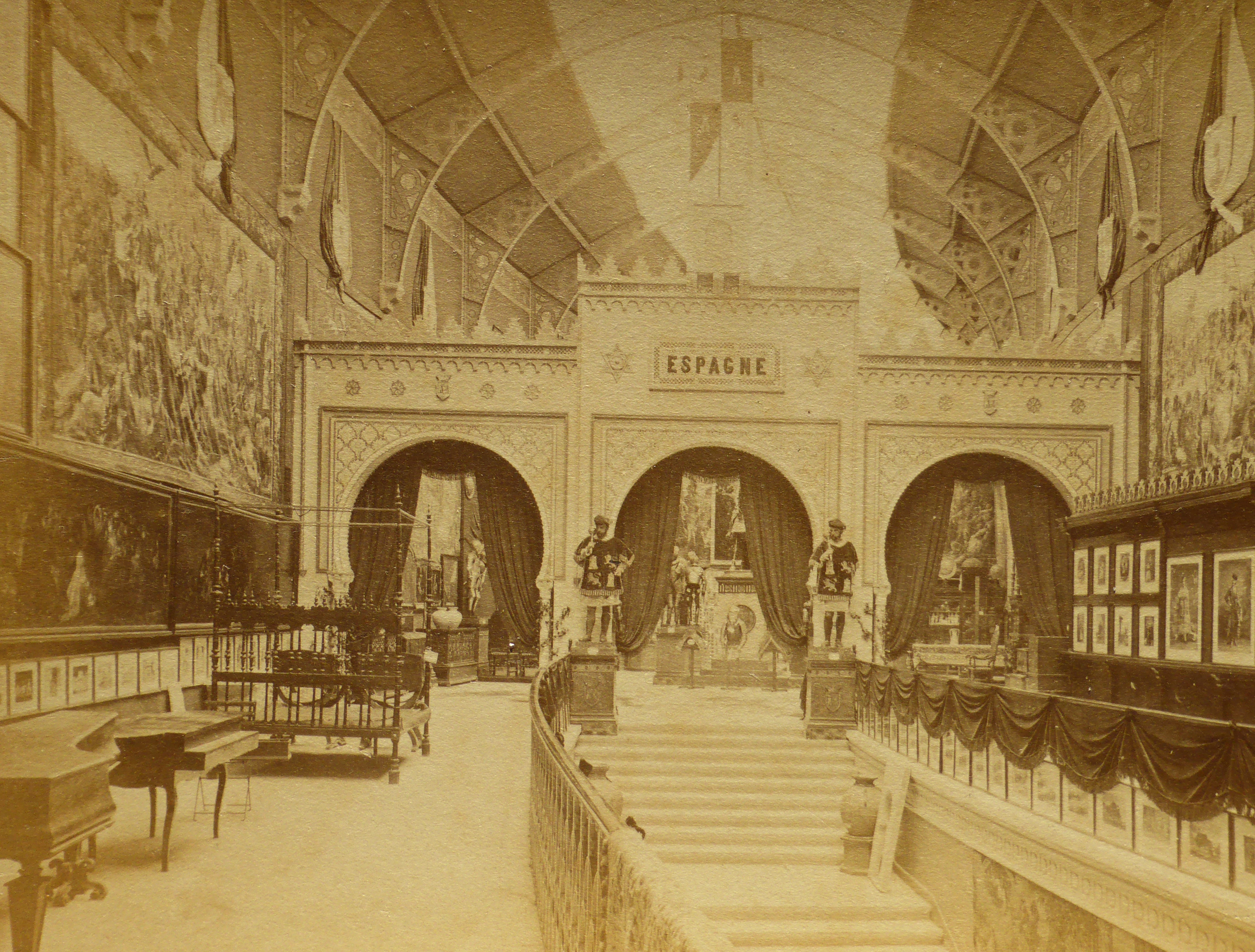
Exposició Universal de París (1878). A l'esquerra es veu el quadre L'aquelarre

La sèrie, a la qual Goya no va posar títol, va ser catalogada per primer cop a 1828 per Antonio Brugada, que les va titular per primera vegada, amb motiu de l'inventari que va realitzar a la mort del pintor. Han estat variades les propostes de títol per a aquestes pintures. La Quinta del Sordo va passar a ser propietat del seu net Mariano Goya el 1823, any en què Goya, segons sembla per a preservar la seva propietat de possibles represàlies després de la restauració de la monarquia absoluta borbònica i la repressió de liberals fernandina, la hi cedeix. Des de llavors fins a finals del segle xix l'existència de les «pintures negres» va ser escassament coneguda i només alguns crítics, com Charles Yriarte, les van descriure. A partir de l'any 1874, davant l'imminent enderroc de la finca, van ser traslladades del mur a llenç per Salvador Martínez Cubells a instàncies d'Émile d'Erlanger, un banquer francès d'origen alemany que tenia intenció de presentar-les a l'Exposició Universal de París de 1878. Després, ell mateix les va donar el 1881 al Museu del Prado.
Goya adquireix aquesta finca a la riba del riu Manzanares, a 300 m del pont de Segòvia, i al costat d'un camí cap a l'ermita de Sant Isidre, el febrer de 1819. Potser per viure allà amb Leocadia Weiss fora de rumors, car aquesta estava casada amb Isidoro Weiss. Era la dona amb la qual convivia i potser va tenir d'ella una filla petita, Rosarito Weiss. El novembre d'aquell any, Goya pateix una greu malaltia de la qual Goya atès pel doctor Arrieta (1820) és estremidor testimoni. El cert és que les pintures negres van ser pintades sobre imatges campestres de petites figures, els paisatges de les quals va aprofitar en alguna ocasió, com en el Duel a garrotades. Si aquestes pintures de to alegre també van ser obra de l'aragonès, es podria pensar que la crisi de la malaltia unida potser als turbulents successos del trienni liberal, portés a Goya a repintar aquestes imatges. Bozal s'inclina a pensar que efectivament els quadres preexistents eren de Goya, ja que només així s'entén que reutilitzés algun dels seus materials, però Glendinning assumeix que les pintures «ja adornaven les parets de la Quinta del Sordo quan la va comprar ». En tot cas, va poder començar les pintures el 1820. La data de finalització de l'obra no pot anar més enllà de 1823, any en què Goya marxa a Bordeus i cedeix la finca al seu net, probablement tement represàlies contra la seva persona després de la caiguda de Riego.
L'inventari d'Antonio Brugada esmenta set obres a la planta baixa i vuit en l'alta. Tanmateix al Museu del Prado només van arribar-ne catorze. Charles Yriarte (1867) descriu així mateix una pintura més de les que es coneixen en l'actualitat i assenyala que aquesta ja havia estat arrencada del mur quan va visitar la finca, i fou traslladada a una altra de Vista Alegre, que pertanyia al marquès de Salamanca. Molts crítics consideren que, per les mesures i el tema, aquesta seria Cabezas en un paisatge (Nova York, col·lecció Stanley Moss). L'altre problema d'ubicació rau en la titulada Dos vells menjant sopa, de què desconeixem si era sobreporta de la planta alta o baixa; Glendinning la localitza a la de la sala inferior. Aquest detall a part, la distribució original a la Quinta del Sordo era com segueix:

Hipòtesi de la ubicació original de les pintures negres a la Quinta del Sordo

- Planta baixa: es tractava d'un espai rectangular. En els costats llargs existien dues finestres properes als murs curts. Entre aquestes apareixien dos quadres de gran format molt apaïsat: La romeria de sant Isidre a la dreta, segons la perspectiva de l'espectador i L'aquelarre a l'esquerra. Al fons, al costat curt enfrontat al de l'entrada, una finestra al centre amb Judith i Holofernes a la seva dreta i el Saturn devorant a un fill a l'esquerra. A banda i banda de la porta se situaven La Leocadia (davant Saturn) i Dos vells o Un vell i un frare davant Judith.
- Planta alta: de les mateixes dimensions que la planta baixa, però només tenia una finestra central en els murs llargs, al costat de la qual se situaven dos olis. A la paret de la dreta, a mesura que s'entrava, es trobaven Visió fantàstica o Asmodea a prop de l'espectador i Processó del Sant Ofici més allunyada. Al de l'esquerra estaven Atropa o Les parques i Duel a garrotades, successivament. Al mur curt del fons es veia Dones rient a la dreta i a l'esquerra Homes llegint. A mà dreta de la porta d'entrada es trobava El gos i a l'esquerra va poder situar Cabezas en un paisatge.

Aquesta disposició i l'estat original de les obres, les podem conèixer, a més de pels testimonis escrits, pel catàleg fotogràfic que in situ Laurent va estar realitzant l'any 1874, per encàrrec del pintor i restaurador Salvador Martínez Cubells, immediatament abans de l'arrencada de les 14 pintures i el seu trasllat a llenços. Per ell, sabem que les pintures van ser emmarcades amb marcs de paper. Les parets van ser empaperades, com era costum en les residències palatines i burgeses. La planta inferior amb motius de fruits i fulles i la superior amb dibuixos geomètrics organitzats en línies diagonals. També documenten les fotografies l'estat anterior al trasllat.
Hi ha consens entre la crítica especialitzada a proposar causes psicològiques i socials per a la realització de les pintures negres. Entre les primeres estarien la consciència de decadència física del pintor, més accentuada si és possible a partir de la convivència amb una dona molt més jove, Leocadia Weiss, i sobretot les conseqüències de la greu malaltia de 1819, que prostrà Goya en un estat de debilitat i proximitat a la mort que reflecteix el cromatisme i l'assumpte d'aquestes obres.
Des del punt de vista sociològic, tot apunta que Goya va pintar els seus quadres a partir de 1820 -encara que no hi ha prova documental definitiva- després de refer-se de la malaltia. La sàtira de la religió -romeries, processons, la Inquisició- o els enfrontaments civils -el Duel a garrotades, les tertúlies i conspiracions que podria reflectir Homes llegint, una interpretació en clau política que podria desprendre's del Saturn: l'estat devorant els seus súbdits o ciutadans-, coincideixen amb la situació d'inestabilitat que es va produir a Espanya durant el trienni liberal (1820-1823) després de l'aixecament constitucional de Riego. Aquests fets coincideixen cronològicament amb les dates de realització d'aquestes pintures. Cal pensar que els temes i el to es van donar en un ambient d'absència de censura política fèrria, circumstància que no es va donar durant les restauracions monàrquiques absolutistes. D'altra banda, molts dels personatges de les pintures negres (duelistes, frares, monges, familiars de la Inquisició) representen el món caduc anterior als ideals de la Revolució francesa.

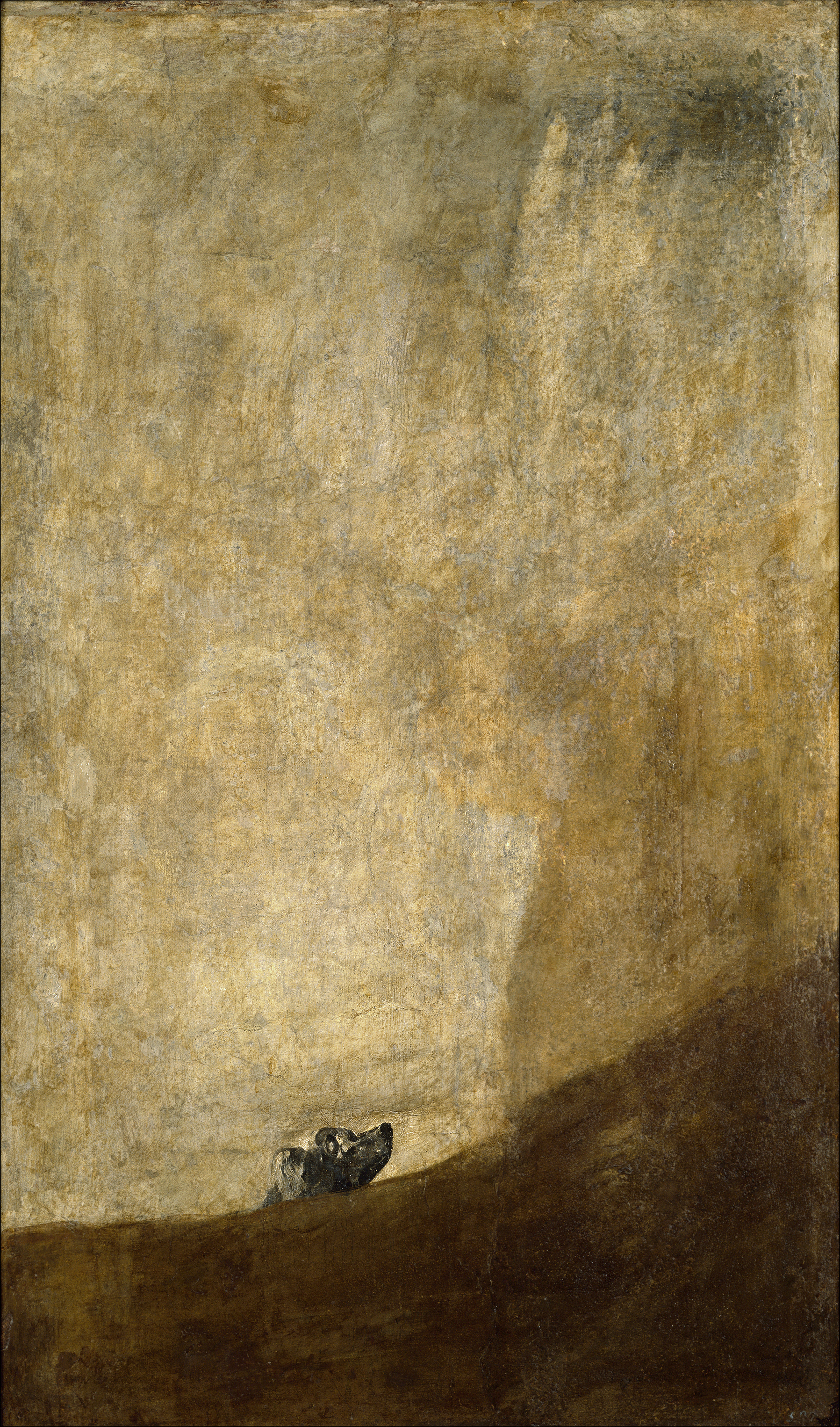
El Gos.

No s'ha pogut trobar, malgrat els diversos intents en aquest sentit, una interpretació orgànica per a tota la sèrie decorativa en la seva ubicació originària. En part perquè la disposició exacta està encara sotmesa a conjectures, però sobretot perquè l'ambigüitat i la dificultat de trobar el sentit exacte de molts dels quadres en particular fan que el significat global d'aquestes obres sigui encara un enigma. Tot i així, hi ha diverses línies interpretatives que convé considerar.
Glendinning assenyala que Goya adorna la seva quinta atenent al decòrum habitual a la pintura mural dels palaus de la noblesa i l'alta burgesia. Segons aquestes normes, i considerant que la planta baixa servia com a menjador, els quadres haurien de tenir una temàtica d'acord amb l'entorn: hauria d'haver escenes campestres -la vila se situava a la vora del Manzanares i front a la praderia de San Isidro-, bodegons i representacions de banquets al·lusius a la funció del saló. Encara que l'aragonès no tracta aquests gèneres de manera explícita, Saturn devorant un fill i Dos vells menjant sopa remeten, encara que de manera irònica i amb humor negre, a l'acte de menjar. A més Judith mata Holofernes després de convidar-lo a un banquet. Altres quadres es relacionen amb l'habitual temàtica bucòlica i la propera ermita del sant patró dels madrilenys, encara que amb un tractament tètric: La romeria de sant Isidre, La peregrinació a sant Isidre a fins i tot La Leocadia, el sepulcre pot vincular-se amb el cementiri annex a l'ermita.
Des d'un altre punt de vista, la planta baixa, pitjor il·luminada, conté quadres de fons majoritàriament fosc, amb l'única excepció La Leocadia, encara que vesteix de dol i apareix en l'obra una tomba, potser la del mateix Goya. En aquest pis, domina la presència de la mort i la vellesa de l'home. Fins i tot la decadència sexual, segons interpretació psicoanalítica, en la relació amb dones joves que sobreviuen a l'home i fins i tot el castren, com fan La Leocadia i Judith respectivament. Els vells menjant sopa, altres dos «vells» en el quadre de format vertical homònim, l'envellit Saturn… representen la figura masculina. Saturn és, a més, el déu del temps i l'encarnació del caràcter malenconiós, relacionat amb la bilis negra, en el que avui anomenaríem depressió. Per tant, la primera planta reuneix temàticament la senilitat que porta a la mort i la dona forta, castradora del seu company.
A la segona planta Glendinning aprecia diversos contrastos. Un entre el riure i el plor o la sàtira i la tragèdia i un altre entre els elements de la terra i l'aire. Per a la primera dicotomia Homes llegint, amb el seu ambient de seriositat, s'oposaria a Dones rient; aquests són els dos únics quadres foscos de la sala i marcarien la pauta de les oposicions dels altres. L'espectador els contemplava al fons de l'estada en entrar-hi. De la mateixa manera, en les escenes mitològiques d'Asmodea i Àtropos es percebria la tragèdia, mentre que en d'altres, com la Peregrinació del Sant Ofici, albirem una escena satírica. Un altre contrast estaria basat en quadres amb figures suspeses en l'aire en els esmentats quadres de tema tràgic, i d'altres en què apareixen enfonsades o assentades en la terra, com en el Duel a garrotades i el Sant Ofici. Però cap d'aquestes hipòtesis soluciona satisfactòriament la recerca d'una unitat en el conjunt dels temes de l'obra analitzada.

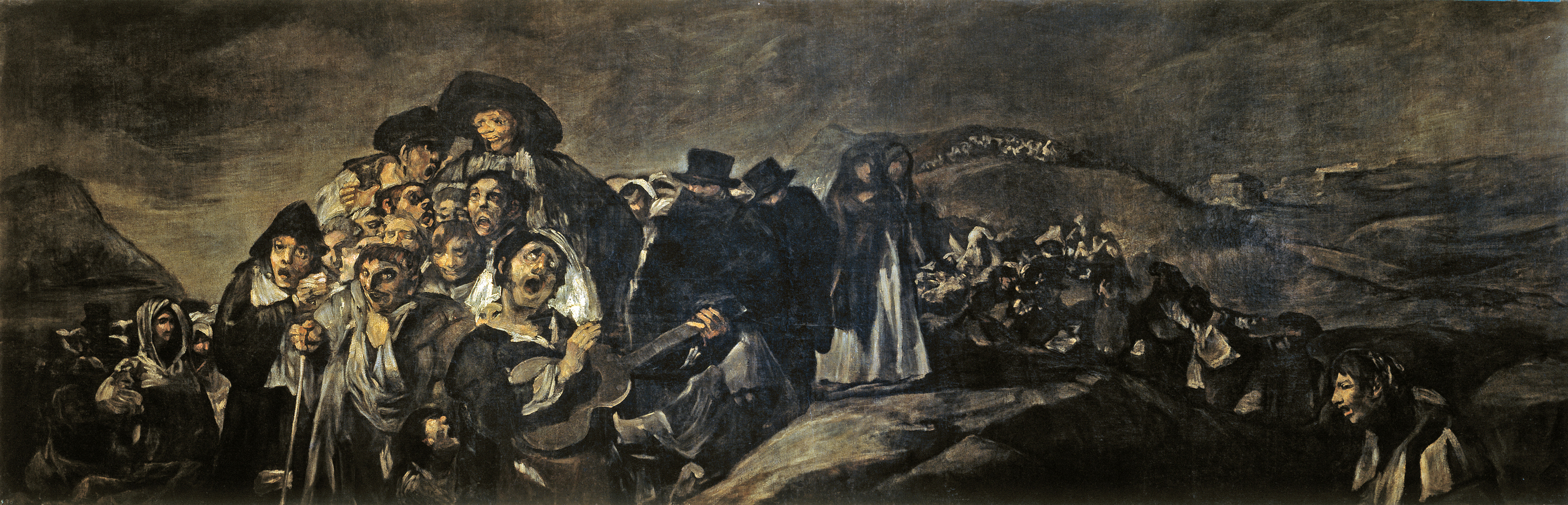
La romeria de sant Isidre reflecteix l'estil característic de les pintures negres

L'única unitat que es pot constatar és la d'estil. Per exemple, la composició d'aquests quadres és molt nova. Les figures solen aparèixer descentrades, i n'és un cas extrem Cabezas en un paisatge, on cinc caps s'arraïmen a la cantonada inferior dreta del quadre, apareixent com tallats o a punt de sortir de l'enquadrament. Tal desequilibri és una mostra de la major modernitat compositiva. També estan desplaçades les masses de figures de La romeria de sant Isidre -on el grup principal apareix a l'esquerra-, El pelegrinatge del Sant Ofici -a la dreta en aquest cas-, i fins i tot en El gos, on l'espai buit ocupa la major part del format vertical del quadre, deixant una petita part avall per al talús i el cap semienfonsat. Desplaçades en un costat de la composició estan també Les parques, Asmodea, i fins i tot originalment, L'aquelarre, encara que aquest desequilibri es va perdre després de la restauració dels germans Martínez Cubells.
També comparteixen un cromatisme molt fosc. Moltes de les escenes de les pintures negres són nocturnes, mostren l'absència de la llum, el dia que mor. Així succeeix en La romeria de sant Isidre, l'aquelarre o la Peregrinació del Sant Ofici, on una tarda ja vençuda cap a l'ocàs genera una sensació de pessimisme, de visió tremenda, d'enigma i espai irreal. La paleta de colors es redueix a ocres, daurats, terres, grisos i negres; amb només algun blanc esclatant en robes per donar contrast i blau en els cels i en algunes pinzellades soltes de paisatge, on concorre també algun verd, sempre amb escassa presència.
Si s'atén l'anècdota narrativa, s'observa que les faccions dels personatges presenten actituds reflexives o extàtiques. A aquest segon estat, responen les figures amb els ulls molt oberts, amb les pupil·les envoltades de blanc i les goles obertes, rostres caricaturitzats, animals, grotescs. Contemplem el tracte digestiu, quelcom repudiat per les normes acadèmiques. Es mostra el lleig, el terrible; ja no és la bellesa de l'objecte de l'art, sinó el pathos i una certa consciència de mostrar tots els aspectes de la vida humana sense descartar els més desagradables. No en va Bozal parla d'una "capella Sixtina laica", on la salvació i la bellesa han estat substituïdes per la lucidesa i la consciència de la solitud, la vellesa i la mort.